# 2016年倫敦市長選舉
2016年倫敦市長選舉在5月6日舉行，以權變投票制選出新任倫敦市長。倫敦議會選舉亦在同日舉行。
工黨的圖丁下議員簡世德最終取得56.8%選票，擊敗保守黨的里奇蒙公園下議員扎克·戈德史密斯，成為第二名工黨籍倫敦市長，以至首名擔任欧盟首都市長的穆斯林。12名候選人中只有簡世德、戈德史密斯和綠黨的辛·貝利得票超過5%，而成功取回選舉保證金。
前任市長肯·利文斯通和時任保守黨籍市長鲍里斯·约翰逊均沒有參選，是市長直選以來的首次。其中约翰逊已經連任一次，他本人亦在去年大選當選阿克斯布里奇和南賴斯利普的議員。
是次選舉主要聚焦於簡世德和戈德史密斯的對決，包括二人階級至種族背景之差。戈德史密斯競選陣營被指有伊斯兰恐惧症，導致多名保守黨穆斯林資深黨員亦作出批評，而英國穆斯林委員會也形容競選團隊表露出保守黨黨內的「反穆斯林狗哨種族主義」，呼籲該黨就黨內涉伊斯蘭恐懼症的醜聞進行調查。

## 結果
當局起初公佈的首輪投票結果顯示簡世德正領先，不過及後撤回並延遲公布結果，據報是因為有「數百張選票」被錯誤歸類。最終結果在翌日約凌晨零時半公布。點算次選投票過後，簡世德以更大的優勢勝出選舉。
|  |  |  |

|  |  |  |

|  |  |  |

|  |  |  |

|  |  |  |

|  |  |  |

|  |  |  |

|  |  |  |

|  |  |  |

|  |  |  |

|  |  |  |

|  |  |  |

首選投票共有2,596,961張有效選票，49,871張無效選票，投票率為45.3%。次選投票中，有381,862名選民沒有表態，另外有2,381張選票因不同原因而被歸類為無效選票。

## 背景

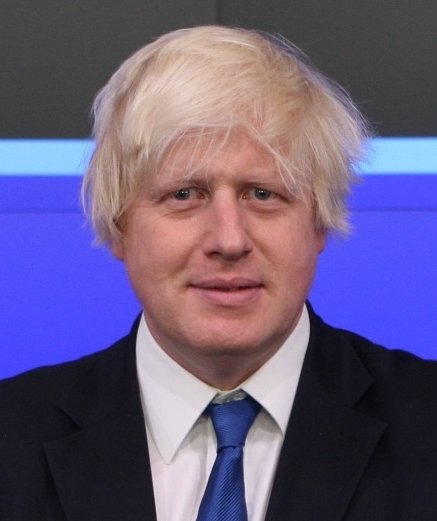
鲍里斯·约翰逊放棄競逐連任倫敦市長，是歷屆市長選舉的首次

1998年大倫敦政府公投過後，大倫敦市長（簡稱倫敦市長）一職在2000年正式設立。市長的職責範圍包括治安、交通、房屋、規劃、經濟發展、文藝和環境，每年可以動用約170億英鎊的預算。每屆市長任期四年，可以無限期連任。
本屆市長選舉以前，曾有兩人擔任本職。其一是即將離任的保守黨籍鲍里斯·约翰逊，他在2008年擊敗時任工黨籍市長肯·利文斯通而當選。及後又在2012年面臨對方的挑戰，不過仍然成功連任。今年约翰逊和利文斯通都放棄參選倫敦市長，成為首次沒有二人亮相的選舉，以及首次有現任市長放棄競逐連任。
工黨雖然在2015年大選中全國失利，但成功在首都取得過半選票和議席，為重奪倫敦市長一職鋪路。除藍紅兩大黨派人參選外，是次選舉亦有另外10名候選人，包括英國獨立黨、自由民主党和英格兰和威尔士绿党，上述三黨都在2015年大選的倫敦選區取得超過4%的選票。

## 選舉制度
是次選舉採用權變投票制，選民可以選出首選和次選候選人。
- 任何候選人取得超過50%的首選票數，即可當選；
- 若果沒有候選人取得超過50%首選票數，得票最高的兩名候選人將會進入次輪投票，其餘候選人會被淘汰；
- 該兩名候選人在首選投票所得的票數將會計算入最終結果；
- 被淘汰候選人的次選票數將不作計算；
- 若選民的首選候選人被淘汰，而次選候選人未被淘汰的話，其次選票數將仍作計算。

所有居於倫敦並在2016年5月5日或之前年滿18歲的已登記選民（包括英國公民、愛爾蘭公民、英聯邦公民、欧盟公民），或因不同原因（包括公幹、渡假、在校住宿、留醫等）而臨時離開倫敦的已登記選民，只要在2016年4月19日午夜前已登記為選民，即可投票。不過選舉委員會提醒，數千名臨時租客並不符投票資格。

## 候選人及遴選過程
| 黨派 | 黨派               | 候選人          |
| ---- | ------------------ | --------------- |
|      | 英格兰和威尔士绿党 | 辛·貝利         |
|      | 英國國家黨         | 大衛·富尼斯     |
|      | 尊重党             | 佐治·嘉路維     |
|      | 英國第一           | 保羅·高定       |
|      | 保守黨             | 扎克·戈德史密斯 |
|      | 大麻比酒精安全     | 李·哈里斯       |
|      | 工黨               | 簡世德          |
|      | 一愛黨             | 安傑·羅富       |
|      | 自由民主黨         | 卡洛琳·皮金     |
|      | 女性平權黨         | 蘇菲·禾卡       |
|      | 英國獨立黨         | 彼得·域圖       |
|      | 無黨籍             | 莊·璽連斯基     |

提名期為2016年3月21日至31日，參選人需要年滿18歲、在每個自治市鎮各取得10個簽名（一共330個）、交出1萬英鎊的保證金（若在首選得票超過5%就可取回）、以及過去五年沒有被判囚超過三個月。候選人名單最後在同年4月1日公佈，有破紀錄的12人報名參選。

### 保守黨

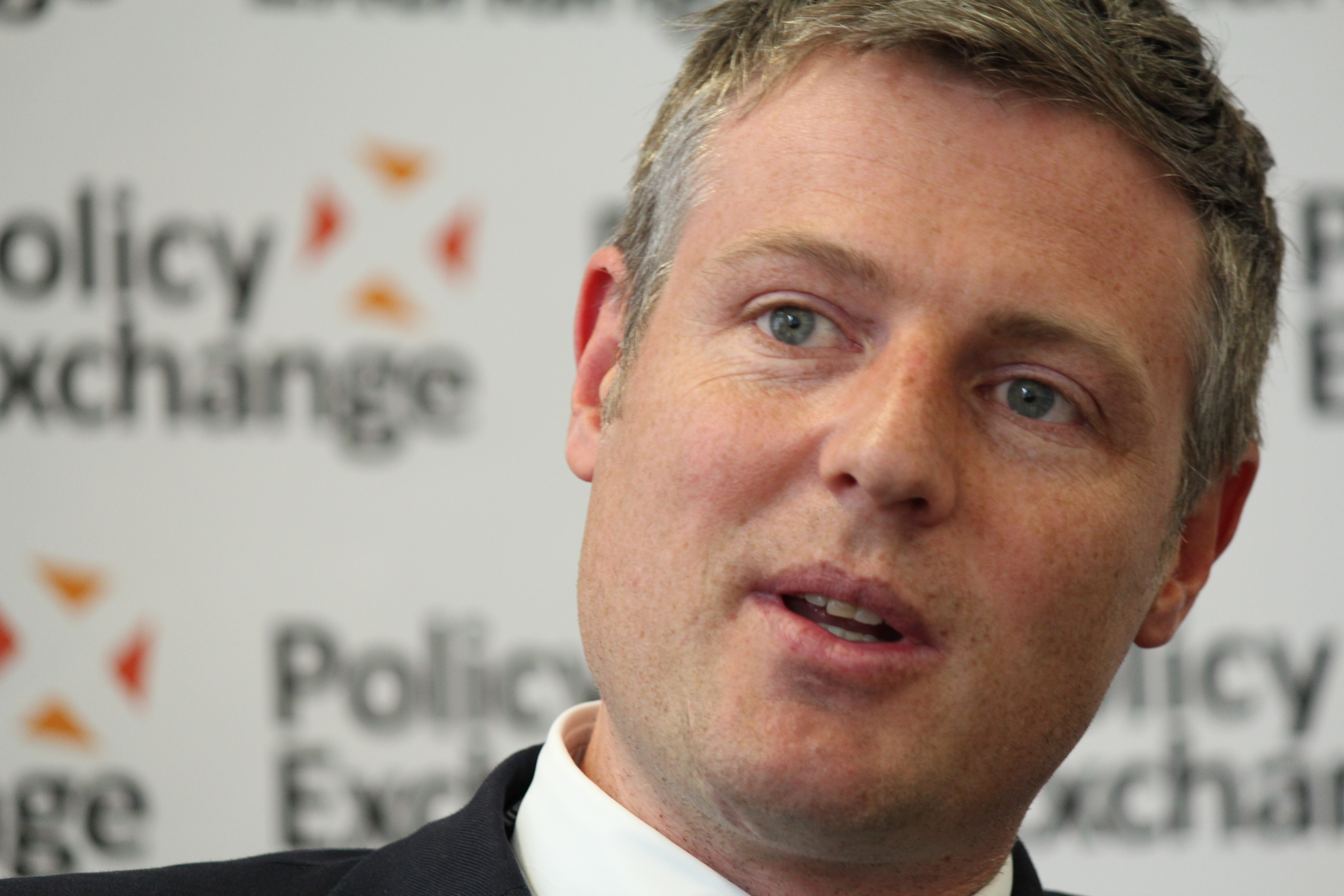
保守黨候選人扎克·戈德史密斯

保守黨有7人競逐黨內提名，當中3人被淘汰，分別是西敏市議會議長菲臘雅·羅、金融服務企業家及同性平權社運份子伊凡·馬蘇、前英格蘭國腳及阿仙奴球員索尔·坎贝尔，其餘4人晉身初選。甄選結果在2015年10月2日公佈，里奇蒙公園下議員、作家、記者扎克·戈德史密斯勝出，將代表保守黨競逐選舉。落敗的候選人為：倫敦議會保守黨黨團領袖安德魯·包甫；倫敦副市長（警務及罪案）、商人斯蒂芬·格林哈爾什；歐洲保守派和改革主義者主席、歐洲議會倫敦議員、學者西德·卡摩兒。
| 選舉                         | 结果 | 结果                                                              | 候選人            | 候選人          | 政黨   | 得票數 | %    | ±% |
| ---------------------------- | ---- | ----------------------------------------------------------------- | ----------------- | --------------- | ------ | ------ | ---- | -- |
| 保守黨黨內初選 投票率：9,227 |      | 保守黨 扎克·戈德史密斯 獲選為保守黨候選人 多數票：5,037 （54.6%） |                   | 扎克·戈德史密斯 | 保守黨 | 6,514  | 70.6 |    |
| 保守黨黨內初選 投票率：9,227 |      | 保守黨 扎克·戈德史密斯 獲選為保守黨候選人 多數票：5,037 （54.6%） | 西德·卡摩兒       | 保守黨          | 1,477  | 16.0   |      |    |
| 保守黨黨內初選 投票率：9,227 |      | 保守黨 扎克·戈德史密斯 獲選為保守黨候選人 多數票：5,037 （54.6%） | 斯蒂芬·格林哈爾什 | 保守黨          | 864    | 9.4    |      |    |
| 保守黨黨內初選 投票率：9,227 |      | 保守黨 扎克·戈德史密斯 獲選為保守黨候選人 多數票：5,037 （54.6%） | 安德魯·包甫       | 保守黨          | 372    | 4.0    |      |    |

當選的戈德史密斯出身自高施密特家族，在倫敦咸區長大，因而帶有贵族背景。投身社會後在智庫和《生態學家雜誌》工作，曾在2000年至2006年擔任雜誌編輯。2006年離開雜誌後，他成為保守黨生活質素政策小組副主席，四年後獲選為保守黨里奇蒙公園議員。戈德史密斯是社會和經濟自由主義支持者，反對希思羅機場擴建計劃，並承諾繼續投資公共交通。他又表示支持房屋「購買權」計劃，以及興建高密度低矮的房屋，增加供應。歐洲議題上，疑歐派的戈德史密斯支持英國脫離歐盟。戈德史密斯的貴族背景與簡世德的草根勞動階層對比亦成為是次選舉的重點，有人認為此對前者更為有利。

### 工黨

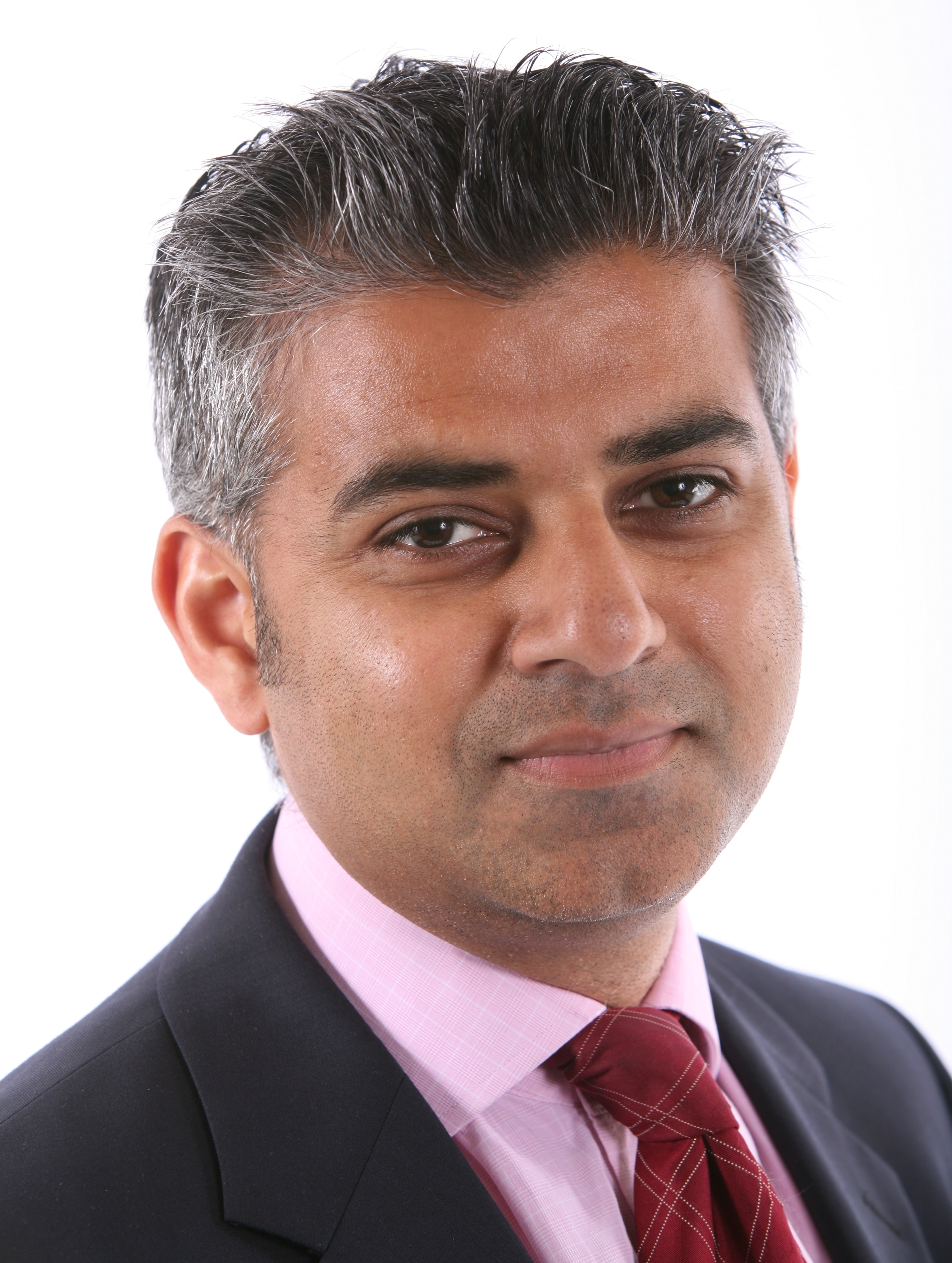
工黨候選人簡世德

8人表態有意競逐工黨提名，其中2人未入圍，分別為東哈羅黨員凱蘭·凱萊，以及琳寶前市長內拉吉·帕蒂爾。合資格且已登記的黨員可以在8月14日至9月10日期間投票選出心儀候選人，包括北哈克尼和斯托克紐因頓下議員、公共健康影子大臣黛安娜·艾勃特；前達利奇和西諾伍德下議員、奧運國務大臣蔣黛思；托特納姆下議員、前大學國務大臣大衛·拉米；西哈羅下議員、影子外交大臣、合作黨主席加雷斯·托馬斯；記者、作家、鐵道史學家克里斯汀·沃爾瑪，以及得票59%而勝出的簡世德。 
簡世德進入政界前是一名人權律師。2005年大選首次晉身下議院，擔任圖丁的議員。及後擔任文立彬的競選經理，對方當選工黨黨魁後，簡世德在2010年進入影子内阁擔任影子司法大臣，2015年大選後請辭。
| 候選人 | 候選人          | 黨員   | 黨員  | 已登記支持者 | 已登記支持者 | 有聯繫支持者 | 有聯繫支持者 | 總數   | 總數 | 總數  |
| 候選人 | 候選人          | 得票   | %     | 得票         | %            | 得票         | %            | 得票   | 得票 | %     |
| ------ | --------------- | ------ | ----- | ------------ | ------------ | ------------ | ------------ | ------ | ---- | ----- |
|        | 簡世德          | 17,518 | 33.8% | 11,077       | 42.1%        | 4,331        | 44.1%        | 32,926 |      | 37.5% |
|        | 蔣黛思          | 19,324 | 37.3% | 4,442        | 16.9%        | 2,355        | 24.0%        | 26,121 |      | 29.7% |
|        | 黛安娜·艾勃特   | 6,890  | 13.3% | 6,216        | 23.6%        | 1,692        | 17.2%        | 14,798 |      | 16.8% |
|        | 大衛·拉米       | 5,191  | 10.0% | 2,318        | 8.8%         | 746          | 7.6%         | 8,255  |      | 9.4%  |
|        | 克里斯汀·沃爾瑪 | 2,195  | 4.2%  | 1,997        | 7.6%         | 537          | 5.5%         | 4,729  |      | 5.4%  |
|        | 加雷斯·托馬斯   | 650    | 1.3%  | 241          | 0.9%         | 164          | 1.7%         | 1,055  |      | 1.2%  |

| 候選人 | 候選人          | 黨員   | 黨員  | 已登記支持者 | 已登記支持者 | 有聯繫支持者 | 有聯繫支持者 | 總數   | 總數 | 總數  |
| 候選人 | 候選人          | 得票   | %     | 得票         | %            | 得票         | %            | 得票   | 得票 | %     |
| ------ | --------------- | ------ | ----- | ------------ | ------------ | ------------ | ------------ | ------ | ---- | ----- |
|        | 簡世德          | 17,665 | 34.2% | 11,121       | 42.4%        | 4,355        | 44.4%        | 33,141 |      | 37.8% |
|        | 蔣黛思          | 19,535 | 37.8% | 4,477        | 17.1%        | 2,394        | 24.4%        | 26,406 |      | 30.1% |
|        | 黛安娜·艾勃特   | 6,943  | 13.4% | 6,238        | 23.8%        | 1,710        | 17.4%        | 14,891 |      | 17.0% |
|        | 大衛·拉米       | 5,279  | 10.2% | 2,353        | 9.0%         | 760          | 7.8%         | 8,392  |      | 9.6%  |
|        | 克里斯汀·沃爾瑪 | 2,288  | 4.4%  | 2,057        | 7.8%         | 582          | 5.9%         | 4,927  |      | 5.6%  |

| 候選人 | 候選人        | 黨員   | 黨員  | 已登記支持者 | 已登記支持者 | 有聯繫支持者 | 有聯繫支持者 | 總數   | 總數 | 總數  |
| 候選人 | 候選人        | 得票   | %     | 得票         | %            | 得票         | %            | 得票   | 得票 | %     |
| ------ | ------------- | ------ | ----- | ------------ | ------------ | ------------ | ------------ | ------ | ---- | ----- |
|        | 簡世德        | 18,433 | 35.8% | 11,835       | 45.6%        | 4,545        | 46.8%        | 34,813 |      | 40.0% |
|        | 蔣黛思        | 20,064 | 39.0% | 4,710        | 18.1%        | 2,498        | 25.7%        | 27,272 |      | 31.3% |
|        | 黛安娜·艾勃特 | 7,323  | 14.2% | 6,737        | 26.0%        | 1,818        | 18.7%        | 15,878 |      | 18.2% |
|        | 大衛·拉米     | 5,632  | 10.9% | 2,671        | 10.3%        | 844          | 8.7%         | 9,147  |      | 10.5% |

| 候選人 | 候選人        | 黨員   | 黨員  | 已登記支持者 | 已登記支持者 | 有聯繫支持者 | 有聯繫支持者 | 總數   | 總數 | 總數  |
| 候選人 | 候選人        | 得票   | %     | 得票         | %            | 得票         | %            | 得票   | 得票 | %     |
| ------ | ------------- | ------ | ----- | ------------ | ------------ | ------------ | ------------ | ------ | ---- | ----- |
|        | 簡世德        | 20,628 | 40.5% | 12,944       | 50.7%        | 4,868        | 50.7%        | 38,440 |      | 44.7% |
|        | 蔣黛思        | 21,851 | 43.0% | 5,237        | 20.5%        | 2,697        | 28.1%        | 29,785 |      | 34.6% |
|        | 黛安娜·艾勃特 | 8,396  | 16.5% | 7,345        | 28.8%        | 2,043        | 21.3%        | 17,784 |      | 20.7% |

| 候選人 | 候選人 | 黨員   | 黨員  | 已登記支持者 | 已登記支持者 | 有聯繫支持者 | 有聯繫支持者 | 總數   | 總數 | 總數  |
| 候選人 | 候選人 | 得票   | %     | 得票         | %            | 得票         | %            | 得票   | 得票 | %     |
| ------ | ------ | ------ | ----- | ------------ | ------------ | ------------ | ------------ | ------ | ---- | ----- |
|        | 簡世德 | 24,983 | 51.0% | 17,179       | 73.0%        | 5,990        | 65.2%        | 48,152 |      | 58.9% |
|        | 蔣黛思 | 24,019 | 49.0% | 6,351        | 27.0%        | 3,203        | 34.8%        | 33,573 |      | 41.1% |

簡世德提出的倫敦「生活租金」計劃、倫敦警察廳內少數族裔警員配額制度、增加房屋供應、倫敦維生工資方案，都顯示工黨將會持續2015年起的左傾。有評論員提出簡世德的穆斯林背景或成為一個障礙，並引述一個民調顯示，高達31%的倫敦人對穆斯林市長感到「難受」。作為首位倫敦穆斯林下議員的簡世德反而認為，穆斯林市長將會推動倫敦成為更具認受性的國際化大都會。不過，曾表示會完成餘下議員任期的他，最終決定辭任議員。

### 綠黨

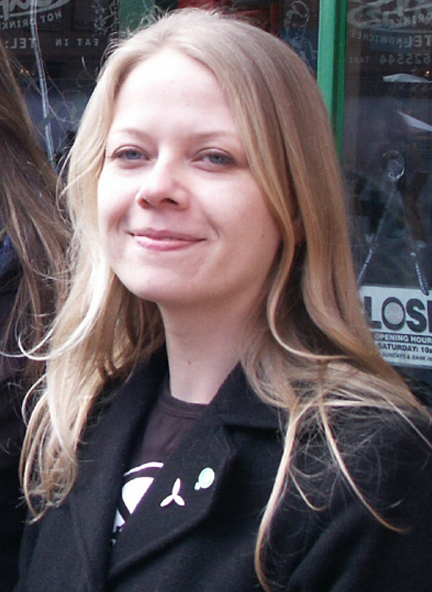
綠黨候選人辛·貝利

2012年倫敦市長選舉的綠黨候選人珍妮·瓊斯，及綠黨黨魁娜塔莉·本内特都拒絕參選。最終有6人入圍黨內初選，曾參與2008年市長選舉的辛·貝利獲得市內的黨員支持，代表綠黨再度出戰。落敗的候選人包括：2015年大選斯特里漢姆候選人、綠黨就業及退休保障事務發言人喬納森·巴特利；2015年大選西劉易舍姆和彭奇候選人、綠黨房屋事務發言人湯·贊士；綠黨平等事務發言人、前國民保健署研究人員濱拿利·咸德；2015年大選達利奇和西諾伍德候選人拿薛·力士；伊斯灵顿自治市鎮議員嘉露蓮·羅素。
| 選舉                                 | 结果 | 结果                                                               | 候選人        | 候選人             | 政黨               | 得票數 | %    | ±% |
| ------------------------------------ | ---- | ------------------------------------------------------------------ | ------------- | ------------------ | ------------------ | ------ | ---- | -- |
| 綠黨黨內初選 投票率：1,890 （16.4%） |      | 英格蘭及威爾斯綠黨 辛·貝利 獲選為綠黨候選人 多數票：~686 （36.3%） |               | 辛·貝利            | 英格蘭及威爾斯綠黨 | ~943   | 49.9 |    |
| 綠黨黨內初選 投票率：1,890 （16.4%） |      | 英格蘭及威爾斯綠黨 辛·貝利 獲選為綠黨候選人 多數票：~686 （36.3%） | 喬納森·巴特利 | 英格蘭及威爾斯綠黨 | ~257               | 13.6   |      |    |
| 綠黨黨內初選 投票率：1,890 （16.4%） |      | 英格蘭及威爾斯綠黨 辛·貝利 獲選為綠黨候選人 多數票：~686 （36.3%） | 嘉露蓮·羅素   | 英格蘭及威爾斯綠黨 | ~251               | 13.3   |      |    |
| 綠黨黨內初選 投票率：1,890 （16.4%） |      | 英格蘭及威爾斯綠黨 辛·貝利 獲選為綠黨候選人 多數票：~686 （36.3%） | 拿薛·力士     | 英格蘭及威爾斯綠黨 | ~204               | 10.8   |      |    |
| 綠黨黨內初選 投票率：1,890 （16.4%） |      | 英格蘭及威爾斯綠黨 辛·貝利 獲選為綠黨候選人 多數票：~686 （36.3%） | 湯·贊士       | 英格蘭及威爾斯綠黨 | ~159               | 8.4    |      |    |
| 綠黨黨內初選 投票率：1,890 （16.4%） |      | 英格蘭及威爾斯綠黨 辛·貝利 獲選為綠黨候選人 多數票：~686 （36.3%） | 濱拿利·咸德   | 英格蘭及威爾斯綠黨 | ~72                | 3.8    |      |    |
| 綠黨黨內初選 投票率：1,890 （16.4%） |      | 英格蘭及威爾斯綠黨 辛·貝利 獲選為綠黨候選人 多數票：~686 （36.3%） | 以上皆非      | 重啟提名           | ~4                 | 0.2    |      |    |

貝利在28歲加入綠黨，成為著名的環保交通支持者，同年首次競逐卡姆登自治市鎮議會，但不成功。2006年至2007年，她擔任綠黨主要發言人，翌年代表黨競逐倫敦市長未克。2014年5月首次晉身卡姆登議會。身兼多職的她在競選是次選舉之時在「更好交通運動」陣營中工作。貝利其中一項重要政綱，是要令更多人能夠置業，包括透過棕地增加供應、為租金設上限、阻止外資購買單位等。她又強調在制定政策時會把可持續發展置於首位，而非經濟發展先行。

### 自由民主黨

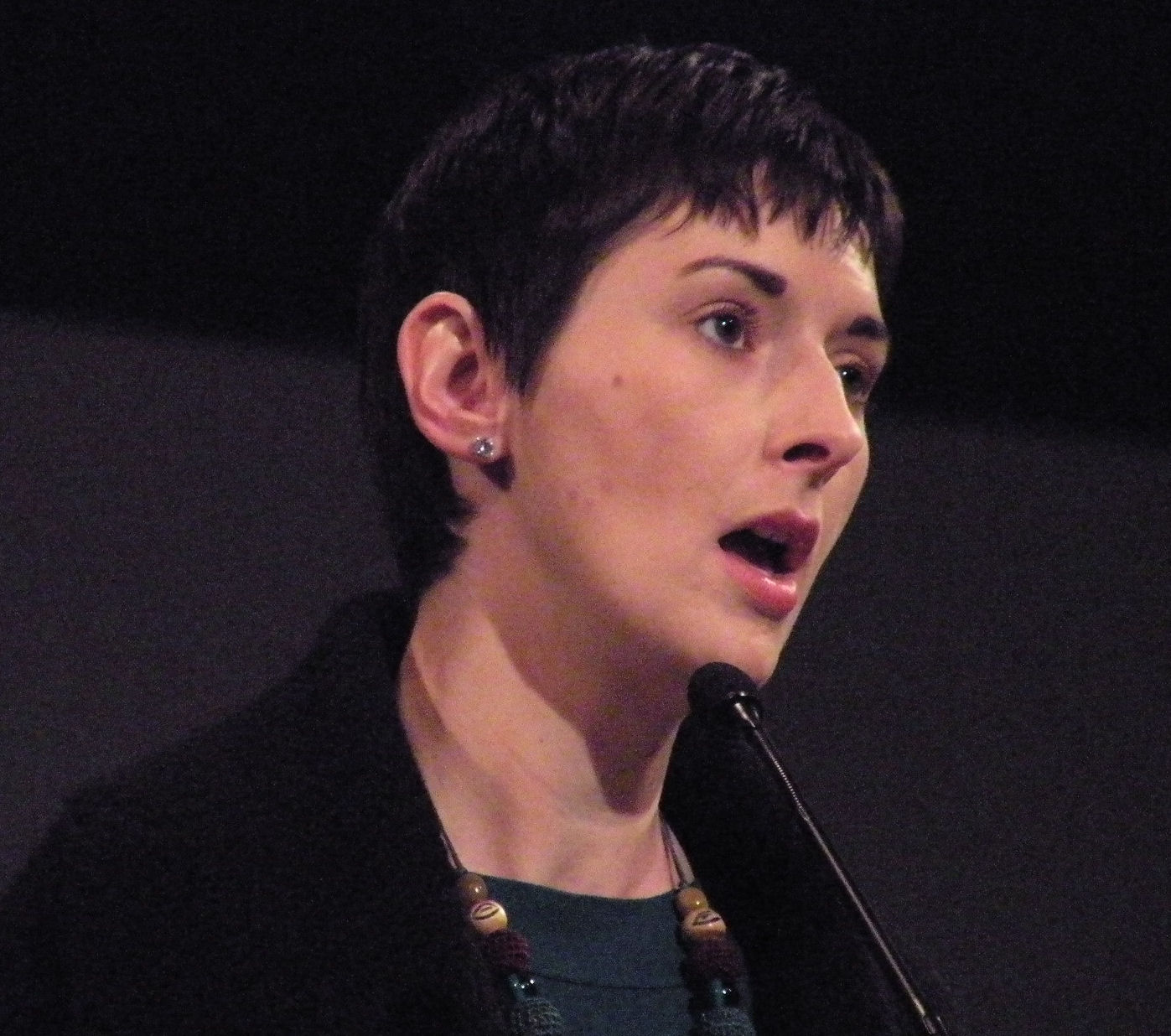
自民黨候選人卡洛琳·皮金

自由民主黨在2015年6月8日至22日中午接受提名，共有6人參加黨內初選，只有2人入圍。被淘汰的有：哈林蓋區前工黨議員、2012年倫敦市長選舉自民黨黨內初選候選人拜恩·希利；2015年大選貝夫諾格林和波候選人、社區運動分子、犯罪學家天娜·賴思慕；伊斯靈頓區前議員瑪莉莎·利；前區議員保羅·雷諾慈。而劉易舍姆區前議員杜華奈·布魯克斯，則在入圍後決定檢視警方截停及搜查的權力，而宣布退選。最終，倫敦議會自民黨領袖卡洛琳·皮金成為黨內初選唯一候選人。初選結果在2015年9月17日公佈，皮金大比數當選。
| 選舉                                     | 结果 | 结果                                      | 候選人   | 候選人      | 政黨       | 得票數 | %  | ±% |
| ---------------------------------------- | ---- | ----------------------------------------- | -------- | ----------- | ---------- | ------ | -- | -- |
| 自由民主黨黨內初選 投票率：3,669 （39%） |      | 自由民主黨 卡洛琳·皮金 獲選為保守黨候選人 |          | 卡洛琳·皮金 | 自由民主黨 | ~3,302 | 90 |    |
| 自由民主黨黨內初選 投票率：3,669 （39%） |      | 自由民主黨 卡洛琳·皮金 獲選為保守黨候選人 | 以上皆非 | 重啟提名    |            |        |    |    |

皮金1994年阿伯里斯特威斯大學畢業，之後到倫敦為地方政府工作，後來轉到國民保健署。1998年，她當選薩瑟克區議員，一直做到2008年獲選為倫敦議會議員，並擔任自民黨黨團領袖。因其多年服務公眾而在2012年獲頒授大英帝國勳章。皮金承諾當選後會聚焦在房屋、可負擔托兒服務、空氣污染、公共交通等議題，亦強調會透過租務管制和調低車費，確保市內工人能夠生活。

### 獨立黨
英國獨立黨今年改為由遴選委員會選出黨的候選人，而非如往年般由倫敦黨員投票決定。外界估計獲黨員支持的是獨立黨副主席、前代理黨魁、黨的福利事務發言人、2015年大選什魯斯伯里和阿查姆候選人蘇珊·埃文斯。《旁觀者》等媒體分析獨立黨突改遴選程序，是讓路予黨魁奈杰尔·法拉奇屬意的獨立黨文化事務發言人、2015年大選愛特咸候選人彼得·域圖出戰。獨立黨稱改制的原意也是選出有機會得到最多人支持的候選人。最終在2015年9月26日的黨大會上公佈由域圖出戰是次選舉。由於遴選改制，因此並沒有入圍名單，但仍然有多人表態有意參選，包括：基督徒聯盟前黨魁、2008年市長選舉候選人、2015年大選北布倫特獨立黨候選人阿倫·克雷格；2015年大選達格納姆和雷納姆候選人彼得·哈里斯；LGBT運動分子、2015年大選布倫特福德和艾爾沃思候選人理查·亨頓；2015年大選達特福德候選人伊莉莎白·鍾斯；2015年大選坎伯韋爾和佩卡姆候選人大衛·居頓；常年候選人、2015年大選北克羅伊登候選人溫斯頓·麥勤司；前哈克尼區議員史奈·奧茲。
域圖生於佩卡姆，就讀肯特大学，畢業後投身傳媒界。2006年創立智庫「新文化論壇」，2013年成為英國獨立黨文化事務發言人，2015年競逐國會愛特咸議席，得票15%而落敗。他也是首位公開出櫃的倫敦市長選舉候選人。歐洲議題上，他贊成英國脫歐，指出脫歐不會破壞倫敦的經濟活動。他承諾讓工人能夠負擔得起倫敦物價，亦反對希思羅機場擴建計劃。

### 其他候選人
- 大衛·富尼斯（英國國家黨）：他是國家黨西倫敦活動籌辦人，曾參加2011年的費爾特姆和赫斯頓補選[79]。國家黨因未能向選舉委員會支付登記費用，而在2016年1月8日被取消登記，一度令富尼斯能否出選成疑[80]。最終國家黨在同年2月重新登記[81]，富尼斯繼續競逐市長[22]。
- 佐治·嘉路維（英语：George Galloway）（尊重党）：他在2003年被逐出工黨，2004年加入尊重黨，先後成為貝夫諾格林和波和西布拉德福德下議員，2015年大選競逐連任失敗[82]。有報導指尊重黨有財政困難，令嘉路維或會選擇回歸工黨[83]，但最終他仍然以尊重黨的名義參選[22]。
- 保羅·高定（英语：Paul Golding）（英國第一（英语：Britain First））：他是該黨的黨魁，曾任英國國家黨的區議員[84]。英國第一曾在Facebook宣稱，英國第一將不會休息，直至所有叛國者被吊死。貼文及後刪除[85]。該黨提出的數個競選口號都被選舉委員會以具冒犯性為由禁止[86]。參選的高定曾在2015年被裁定騷擾罪罪成[87]，參選期間又因身穿含有政治色彩的軍服而被拘留和保釋外出[88]。
- 李·哈里斯（英语：Lee Harris (South African artist)）（大麻比酒精安全（英语：Cannabis Is Safer Than Alcohol））[89]
- 安傑·羅富（一愛黨（英语：One Love Party））[22]：他宣稱是查谟和克什米尔的皇帝，呼籲英軍「推翻失敗的政權，任命我為資深閣員，取代總理，讓我可以決定所需的立法」[90]。
- 蘇菲·禾卡（英语：Sophie Walker）（女性平權黨（英语：Women's Equality Party））[91]：她是該黨黨魁和一名記者[92][93]。
- 莊·璽連斯基太子：波蘭貴族、反獨立黨分子[94][95]，是次選舉唯一一位無黨籍參選人[22]。

### 退選參選者
數名無黨籍和細黨候選人曾表態有意參選，但最終未見出現在候選人名單之上。當中獲得最多關注的是英格蘭民主黨溫斯頓·麥勤司，他2008年以無黨籍身份競逐市長，曾在是次選舉爭取獨立黨的提名，但麥勤司在1月的真人騷《名人老大哥》中稱呼自己為英格蘭民主黨候選人。他曾向選舉當局遞交提名表格，但因為未填妥所有資料以及出現「重覆簽名」，而不獲受理。4月8日，麥勤司證實將會在倫敦市長選舉當日出戰克羅伊登區議會補選。
其他退選參選者包括共產主義聯盟的莊立凡·蕭伯文、新鮮事的連四·嘉叻，和無黨籍的羅沙連德·聶德希德。

## 媒體報導及辯論

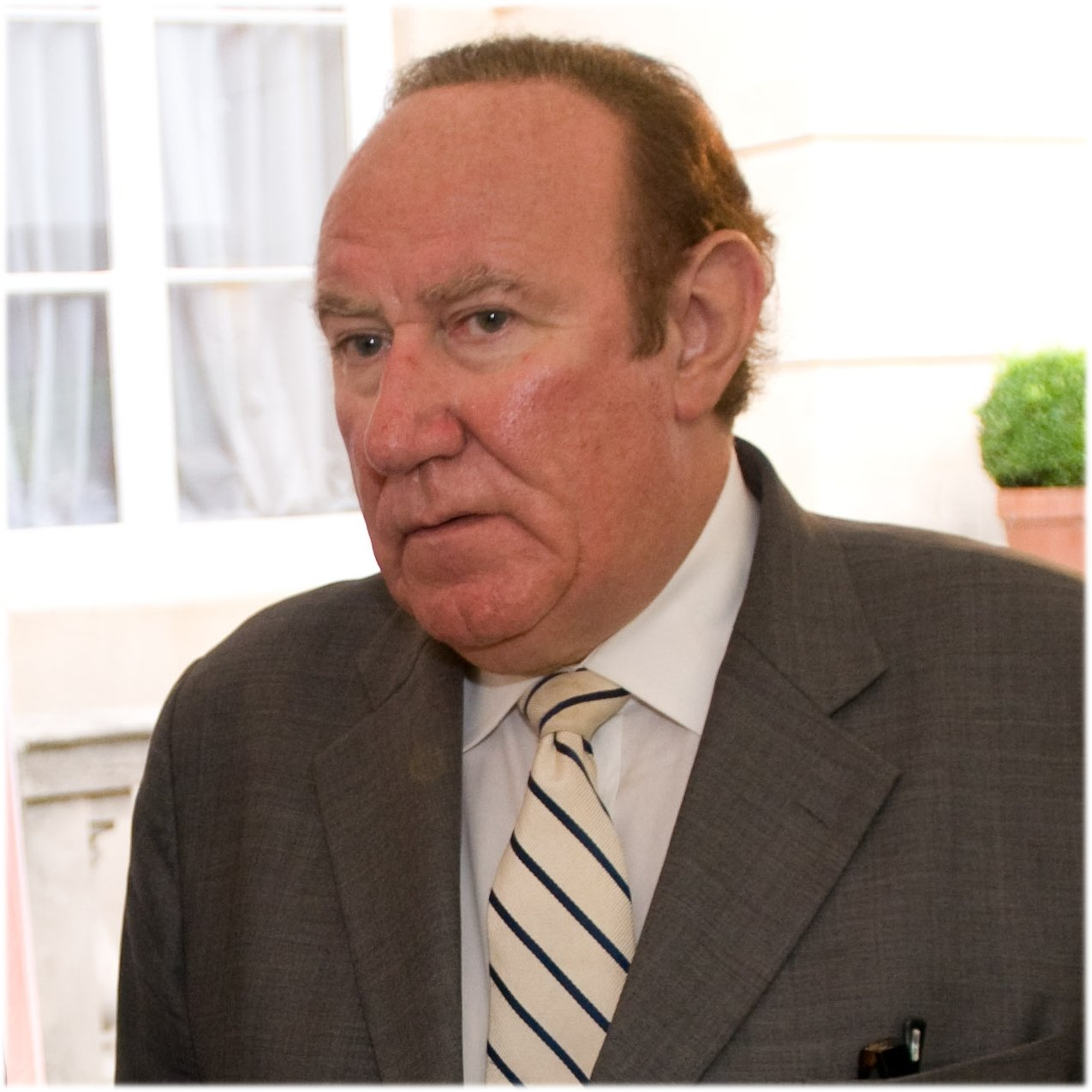
BBC的安德魯·尼爾主持4月18日的辯論，一共有5名主要候選人參加

一系列的辯論和造勢大會先後進行。首場大型辯論由倫敦政治經濟學院在1月28日舉行，5名主要候選人－貝利、戈德史密斯、簡世德、皮金和域圖－均有出席，主要圍繞著房屋和交通議題。「監察市長」認為皮金和域圖的表現讓人留下了深刻印象。2月和3月都有此類型的辯論，當中兩個關於房屋，科技和環保議題各一。
緊接隨後的是3月22日伦敦广播公司辯論，均由該五人互相發表政見。4月12日City A.M.的辯論則是戈德史密斯和簡世德的單對單對戰，簡世德先是攻擊對方進行負面競選，戈德史密斯則指控他以伊斯兰恐惧症作擋箭牌。二人的辯論亦牽涉房屋、交通、創造職位等。六日後，英國廣播公司第一台邀請五名主要候選人出席辯論。《衛報》評論指出不見任何一人有突出表現，戈德史密斯和簡世德針鋒相對、貝利和皮金政見相近、域圖勝算微乎其微。旁觀者亦認為所有候選人的回應都頗為冷淡。4月21日，戈德史密斯和簡世德再次在《倫敦旗幟晚報》的辯論上碰頭，討論議題大致與上次相同。
多份報章都有作出表態：倫敦發行量最多的《倫敦旗幟晚報》、《每日电讯报》、《星期日邮报》都明確支持戈德史密斯。《每日郵報》雖亦支持保守黨，但取態並不明顯。《每日镜报》、《衛報》、《新政治家》選擇簡世德。《金融時報》則未有明確表態，不時抨擊保守黨和工黨的二人。

## 競選

### 2015年10月以前
競選活動早在2015年大選後已經開始，各大黨開始舉行初選選出候選人。新鮮事在5月18日宣布連四·嘉叻將會出選，成為首個公開代表的政黨，但其最終放棄參選。所有大黨在9月或之前已宣布人選。
| 社會問題／議題 | 簡世德                                                                 | 戈德史密斯                                                   | 皮金                                               | 貝利                                               |
| -------------- | ---------------------------------------------------------------------- | ------------------------------------------------------------ | -------------------------------------------------- | -------------------------------------------------- |
| 樓價和租金上升 | 增加房屋供應，解決社會房屋短缺問題                                     | 增加房屋供應，解決社會房屋短缺問題                           | 設租金上限及更多轉租為售貸款計劃                   | 設租金上限                                         |
| 公共交通車費   | 凍結鐵路和巴士的車費                                                   | 增加鐵路載客量                                               | ／                                                 | ／                                                 |
| 巴士           | 延長新的巴士車票有效期至一小時                                         | 放寬電動車不准駛入巴士專用線的限制，推動巴士電動化和更高效率 | ／                                                 | ／                                                 |
| 單車           | 投放更多資源                                                           | 審視單車高速公路的效用                                       | 支持單車代步                                       | 支持單車代步                                       |
| 擴建倫敦機場   | 動用所有可行權力，阻止希思羅機場的擴建，但認為可以改為擴建蓋特威克機場 | 動用所有可行權力，阻止希思羅機場的擴建（包括域圖）           | 動用所有可行權力，阻止希思羅機場的擴建（包括域圖） | 動用所有可行權力，阻止希思羅機場的擴建（包括域圖） |
| 罪案問題的聚焦 | 仇恨罪案                                                               | 仇恨罪案、暴力行為和利器襲擊                                 | 暴力行為、利器襲擊                                 | 暴力對待女性案件                                   |
| 環境問題       | 任內會種植超過200萬棵樹                                                | 提出環保主義和經濟增長並行                                   | ／                                                 | 可持續發展為首位                                   |

### 2015年10月至2016年2月：早期競選

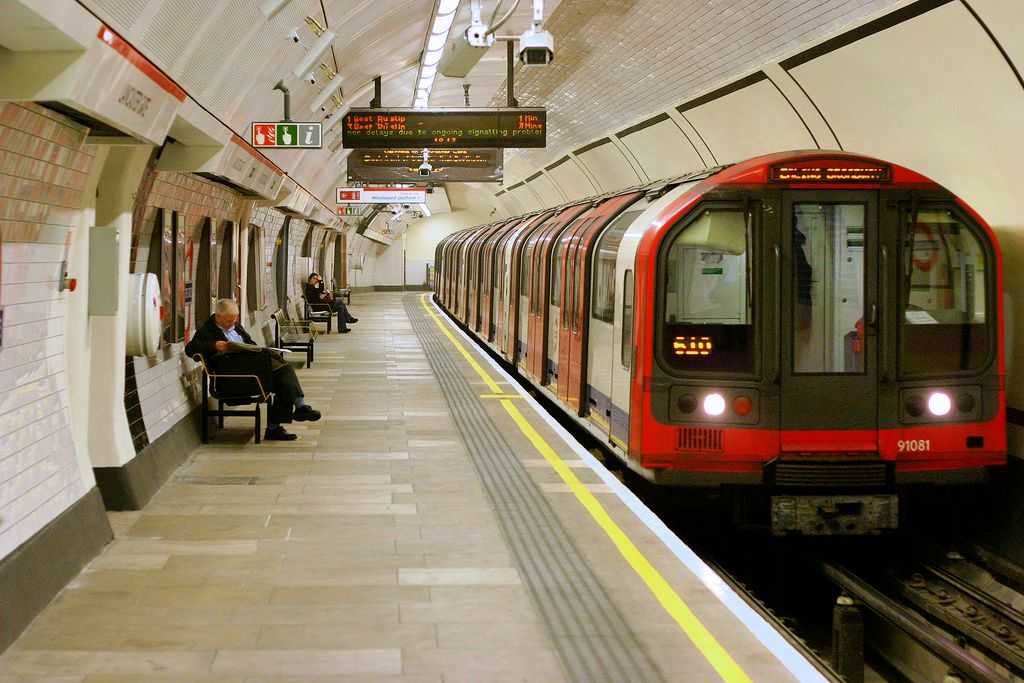
是次選舉的其中一個關鍵議題是伦敦地铁票價

保守黨和工黨宣布各自人選前，民調顯示紅黨領先對方四個百分點。從競選之初，各界都肯定兩黨的候選人將毫無意外晉身第二輪投票。保守黨的戈德史密斯的出選可謂眾望所歸，不過也是最遲宣布的主要候選人，要到2015年10月3日才獲保守黨確認出選。簡世德出線則較為出人意料。
首幾個月的競選主要圍繞著倫敦受到的恐怖主義威脅，尤其伊斯蘭國先後發動11月的巴黎恐襲和12月6日的萊頓斯通站長刀襲擊。簡世德代表英國穆斯林回應巴黎恐襲的言論，獲得支持者和反對者的正面評價。相反，戈德史密斯競選團隊派發的小冊子形容簡世德是「激進且搞分化」。工黨指責戈德史密斯意圖將簡世德與極端伊斯蘭聯繫在一起，但遭到保守黨否認，反指工黨是在打「種族牌」。
無論對哪個候選人而言，交通似乎都是一個重要議題。時任首相卡梅倫在2015年12月延遲決定是否開展希思羅機場三跑工程，普遍被解讀為避免與同黨的戈德史密斯出現衝突。皮金和貝利都承諾改革票價制度和地鐵減價，而簡世德則因計劃中的地鐵罷工，而與時任保守黨籍市長約翰遜有爭拗。2016年1月初的民調顯示，簡世德領先戈德史密斯的幅度達10個百分點。縱然戈德史密斯仍然有機會反超前，大多數時事評論員和博彩公司都認為簡世德最終會勝出。一月尾時，英格蘭民主黨候選人溫斯頓·麥勤司現身真人騷《名人老大哥》，旋即因發表對同性戀的負面評價，而收到超過400宗投訴。
二月，五名主要候選人到伊麗莎白二世奧林匹克公園出席科技議題的辯論，談及傳統的士和Uber的競爭和衝突，以及英國科技業中歐盟的角色。數日後，政府宣布英國脫離歐盟公投將會在6月23日舉行，使得脫歐公投與是次選舉的競選同期進行。為推動英國脫歐而成立的獨立黨，其候選人域圖亦秉承黨綱。至於保守黨的時任市長約翰遜和黨候選人戈德史密斯均為脫歐派一員，未有追隨黨魁卡梅倫的留歐派。反之，簡世德、皮金和貝利都表態支持英國留在歐盟。《新政治家》的佐治·怡頓引述「英國選舉調查」指出，作為多數少數民族城市的倫敦，市內的留歐派支持度比全國為高。

### 2016年3月至5月：正式競選
戈德史密斯寫信給倫敦市內的印度教徒和錫克教徒，信中指控作為穆斯林的簡世德正計劃「向家族珠寶生意徵收財富稅」。該信件成為簡世德陣營的彈藥，攻擊戈德史密斯的種族歧視競選策略，對方反指簡世德是一個危險且盲目擁護政黨的政客。
YouGov和Comres的三月民調都見到簡世德持續領先戈德史密斯，其中Comres民調指出簡世德將會在次輪投票中領先。兩個民調均認為只有上述兩人才能在首輪得票超過6%，但亦提出選舉仍然有變數，尤其是未取態的選民將可以左右大局。另一方面，《倫敦人》抨擊戈德史密斯和簡世德未有現身造勢活動，而只是派代表競選。提名期在3月21日展開，代表競選活動正式開鑼。候選人名單在4月1日公佈，顯示總共有12人入圍。
簡世德早在3月9日已經宣佈他的選舉宣言。房屋方面，簡世德承諾會建立資料庫，收集犯下與房屋有關罪行的地主資料，另外也會創立由市長控制的地產中介公司。他又保證地鐵不會加價，以及提出一系列措施解決性別不平等、家暴、性暴力、男女薪酬差別和托兒服務。四月初，皮金和貝利發布各自的選舉宣言，均聚焦房屋議題。戈德史密斯的選舉宣言要到4月12日才對外公布，是最遲的候選人。他將重點放在經濟，表示房屋和基建政策將會帶來50萬個職位，又承諾凍結市長議會稅和擴大警隊規模。綠色議題是另一重點，他提出透過新例鼓勵市民使用更為潔淨的汽車，以及興建小公園。
四月是競選的白熱化階段，簡世德和戈德史密斯互相抨擊對方成為是次選舉的焦點。後者多次強烈否認前者的種族歧視和反伊斯蘭指控。二人比拼之際，其他候選人嘗試爭取更多曝光率，但都未能說明自己政策有何突出之處。4月22日的YouGov民調顯示簡世德的領先幅度有所上升，在首輪和次輪投票的支持度分別比戈德史密斯高11%和40%至60%，而域圖、皮金和貝利都落後戈德史密斯約25個百分點。4月29日，簡世德的盟友、工黨籍前倫敦市長肯·利文斯通發表被指反猶太的言論，旋即引起猛烈抨擊，簡世德也畫清界線。同日公布的民調可見簡世德在次輪投票的領先幅度為20%，依然只有保守黨和工黨的候選人能夠在首輪取得超過5%支持並晉身次輪。選舉前最後一個星期，候選人璽連斯基太子表態支持戈德史密斯。

### 選舉和點票
選舉投票日當日，巴尼特區所取得的選民列表未有包含2016年1月前登記的，因此有不知名數量的選民在投票站開放後的早上8點，至早上10點半期間未能投票。點票在5月6日於倫敦三個點票中心進行，結果在市政廳公佈。據報因為有數百張選票被錯誤歸類，導致結果不一致，而要令到當局延遲至5月7日早上才公布最終結果。因為是次失誤，約翰遜留任多一日，待5月8日才交棒予當選市長的簡世德。

#### 五名主要候選人

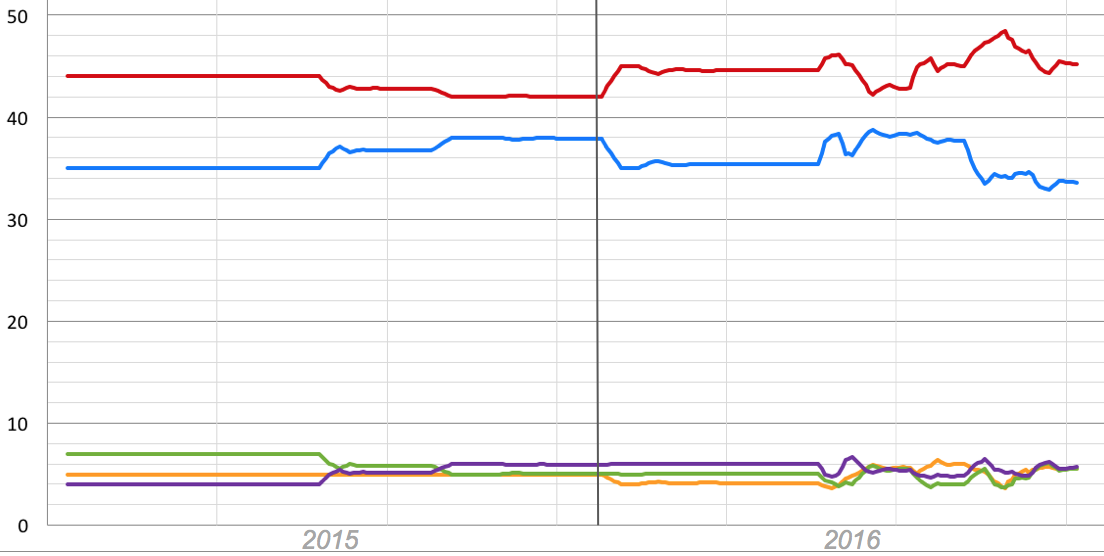
簡世德
戈德史密斯
域圖
貝利
皮金

#### 兩名主要候選人

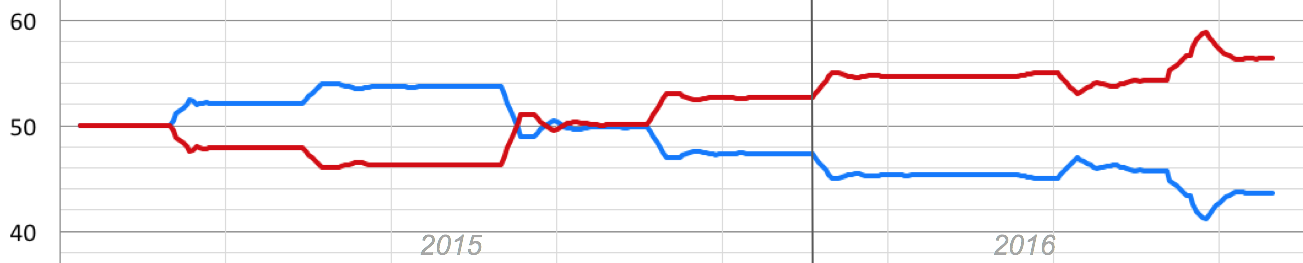
簡世德
戈德史密斯

## 民意調查

### 2016年
| 訪問日期       | 訪問機構  | 受訪人數  | 首選投票   | 首選投票 | 首選投票 | 首選投票 | 首選投票 | 首選投票 | 首選投票 | 次選投票   | 次選投票 |
| 訪問日期       | 訪問機構  | 受訪人數  | 戈德史密斯 | 簡世德   | 貝利     | 皮金     | 域圖     | 嘉路維   | 其他     | 戈德史密斯 | 簡世德   |
| -------------- | --------- | --------- | ---------- | -------- | -------- | -------- | -------- | -------- | -------- | ---------- | -------- |
| 5月5日         | 選舉結果  | 2,596,961 | 35.0%      | 44.2%    | 5.8%     | 4.6%     | 3.6%     | 1.4%     | 5.2%     | 43.2%      | 56.8%    |
| 5月2–4日       | YouGov    | 1,574     | 32%        | 43%      | 7%       | 6%       | 7%       | 1%       | 4%       | 43%        | 57%      |
| 4月28日–5月3日 | ComRes    | 1,034     | 36%        | 45%      | 6%       | 6%       | 4%       | 1%       | 2%       | 44%        | 56%      |
| 4月26日–5月3日 | TNS       | 1,001     | 33%        | 45%      | 4%       | 7%       | 5%       | <1%      | 5%       | 43%        | 57%      |
| 4月26日–5月1日 | Opinium   | 1,004     | 35%        | 48%      | 5%       | 4%       | 5%       | <1%      | 3%       | 43%        | 57%      |
| 4月21–25日     | Survation | 1,010     | 34%        | 49%      | 3%       | 3%       | 5%       | 2%       | 4%       | 40%        | 60%      |
| 4月15–19日     | YouGov    | 1,017     | 32%        | 48%      | 6%       | 5%       | 7%       | <1%      | 2%       | 40%        | 60%      |
| 3月30日–4月3日 | ComRes    | 1,049     | 37%        | 44%      | 4%       | 7%       | 5%       | 2%       | 1%       | 45%        | 55%      |
| 3月30日–4月3日 | Opinium   | 1,015     | 39%        | 49%      | 3%       | 4%       | 4%       | 1%       | -        | 46%        | 54%      |
| 3月14–17日     | ComRes    | 1,011     | 39%        | 42%      | 6%       | 6%       | 5%       | 1%       | 1%       | 47%        | 53%      |
| 3月8–10日      | YouGov    | 1,031     | 36%        | 45%      | 4%       | 5%       | 7%       | 2%       | 1%       | 45%        | 55%      |
| 3月2–7日       | Opinium   | 1,011     | 42%        | 48%      | 3%       | 3%       | 3%       | 1%       | -        | 45%        | 55%      |
| 1月4–6日       | YouGov    | 1,156     | 35%        | 45%      | 5%       | 4%       | 6%       | 2%       | 2%       | 45%        | 55%      |

### 2015年
| 訪問日期    | 訪問機構 | 受訪人數 | 首選投票   | 首選投票 | 首選投票 | 首選投票 | 首選投票 | 首選投票 | 首選投票 | 次選投票   | 次選投票 |
| 訪問日期    | 訪問機構 | 受訪人數 | 戈德史密斯 | 簡世德   | 貝利     | 皮金     | 域圖     | 嘉路維   | 其他     | 戈德史密斯 | 簡世德   |
| ----------- | -------- | -------- | ---------- | -------- | -------- | -------- | -------- | -------- | -------- | ---------- | -------- |
| 11月18–21日 | YouGov   | 1,008    | 38%        | 42%      | 5%       | 5%       | 6%       | -        | 3%       | 47%        | 53%      |
| 10月6–8日   | YouGov   | 1,178    | -          | -        | -        | -        | -        | -        | -        | 49%        | 51%      |

### 公佈候選人名單前

#### 只選擇黨派
| 訪問日期   | 訪問機構  | 受訪人數 | 保守黨 | 工黨 | 綠黨 | 自民黨 | 獨立黨 | 尊重黨 |
| ---------- | --------- | -------- | ------ | ---- | ---- | ------ | ------ | ------ |
| 5月12–15日 | Survation | 1,007    | 35%    | 44%  | 7%   | 5%     | 4%     | 2%     |

#### 戈德史密斯 對 簡世德
| 訪問日期   | 訪問機構 | 受訪人數 | 戈德史密斯 | 簡世德 |
| ---------- | -------- | -------- | ---------- | ------ |
| 8月10–12日 | YouGov   | 1,153    | 54%        | 46%    |
| 7月2日     | YouGov   | ?        | 53%        | 47%    |
| 6月8–11日  | YouGov   | 1,236    | 50%        | 50%    |

#### 戈德史密斯 對 蔣黛思
| 訪問日期   | 訪問機構 | 受訪人數 | 戈德史密斯 | 蔣黛思 |
| ---------- | -------- | -------- | ---------- | ------ |
| 8月10–12日 | YouGov   | 1,153    | 47%        | 53%    |
| 7月2日     | YouGov   | ?        | 43%        | 57%    |
| 6月8–11日  | YouGov   | 1,236    | 42%        | 58%    |

## 後續
初步結果公布後，包括安德魯·包甫和賽伊達·沃爾希在內的保守黨人都譴責戈德史密斯及其競選團隊，左翼的專欄作家奧雲·鍾斯等人更是形容為「種族歧視」。簡世德的勝算被認為是工黨的苦中一點甜，皆因黨同日在全國失去了18個議席，其中在蘇格蘭議會中的議席跌至第三位，落後保守黨。不過工黨黨內似乎也有不和，引致簡世德明顯疏離郝爾彬。後來在翌年的工黨黨魁選舉中，簡世德支持了郝爾彬的對手歐文·史密斯。
簡世德在勝利宣言中提到，他的勝出是代表著「希望勝過恐懼」。國內外都十分關注倫敦市選出首位穆斯林市長，多國政界都恭賀簡世德當選，包括法國總理曼纽埃尔·瓦尔斯、美國總統初選民主黨參選人希拉里·克林顿、印尼雅加達首位基督徒首長锺万学。簡世德的工人階層背景與戈德史密斯的貴族背景也成為關注點。當選後的一個星期，簡世德宣布由倫敦議會安田與哈靈基議員喬安妮·麥卡特尼擔任副市長。
綠黨的貝利最後排行第三，僅次於兩大黨的候選人，並和皮金和域圖同日都當選倫敦議會議員。今次也是女性平權黨成立後首次的選舉，派出的蘇菲·禾卡取得2%選票，獲黨內形容結果正面，但亦因得票不足5%門檻而未能進入倫敦議會。相反地，外界視是次選舉為對前國會議員佐治·嘉路維的羞辱，皆因他僅得票1.2%，似乎也顯示他的尊重党出現問題，最終在選後四個月內撤銷註冊。
簡世德在5月9日辭任圖丁下議員，一星期後舉行補選，由同黨的艾露珊以更大比數勝出。數個月後，由於政府決定繼續希思羅三跑工程，戈德史密斯也宣布請辭里奇蒙公園下議員，並以無黨籍身份在12月1日爭取連任。惟他的脫歐立場與傾向留歐的選區不符，令自由民主黨的莎拉·奧尼翻桌成功並當選。戈德史密斯最終在一年後的大選中，以45票之差擊敗奧尼，重拾議席。

## 備註
1. ↑  第13名潛在候選人因未完成提名表格和被發現有「重覆簽名」，而未能成為正式候選人[24]

## 外部鏈結
- London Elects（页面存档备份，存于）